# Златна Нива
Зла́тна Ни́ва (болг. Златна нива) — село в Шуменській області Болгарії. Входить до складу общини Каспичан.

## Населення
За даними перепису населення 2011 року у селі проживали 618 осіб.
Національний склад населення села:
| Національність   | Кількість осіб | Відсоток |
| ---------------- | -------------- | -------- |
| цигани           | 321            | 52,7%    |
| болгари          | 187            | 30,7%    |
| турки            | 91             | 14,9%    |
| інша             | 7              | 1,1%     |
| не визначились   | 3              | 0,5%     |
| Всього відповіли | 609            |          |

Розподіл населення за віком у 2011 році:
Динаміка населення: